# Lennie James
Lennie James (* 11. října 1965 Nottingham), je britský herec, scenárista a dramatik, který na filmovém plátně debutoval v roce 1997 vedlejší rolí Dannyho v britském komediálním dramatu The Perfect Blue.
Objevil se také ve filmovém zpracování Bídníci (1998), krimikomedii Podfu(c)k (2000) či akčním thrilleru Colombiana (2011). V roce 2017 si zahrál ve Villeneuvově sci-fi dystopii Blade Runner 2049.
Na televizní obrazovce ztvárnil v sezóně 2015 titulní postavu vedoucího traumatýmu Glena Boyla v 13dílném britském seriálu z nemocničního prostředí Critical vysílaného na stanici Sky1. Na americkém kontinentu vyobrazil záhadného Roberta Hawkinse v postapokalyptickém seriálu Jericho (2006), produkovaném CBS, a také detektiva Joea Geddese v kriminální sérii Low Winter Sun, jež byla odvysílána na kabelovém kanálu AMC. V produkci téhož programu si pak zahrál Morgana Jonesa v seriálu Živí mrtví.

## Mládí a vzdělání
Narodil se roku 1965 v Nottinghamu, centru anglického hrabství Nottinghamshire. Jeho rodiče s africkým původem pocházejí z karibského Trinidadu a Tobaga. Vyrostl v jižní části Londýna a v rámci sekundárního školství navštěvoval kolej Ernest Bevin College. Matka Phyllis Mary Jamesová zemřela v jeho deseti letech. Následně se s bratrem Kesterem Jamesem rozhodli žít v dětském domově místo přestěhování za příbuznými do Spojených států. V pěstounské péči tak strávil dalších osm let.
V dospívání usiloval stát se profesionálním ragbistou a k herectví jej přivedla až dívka, o níž jevil zájem, prostřednictvím návštěvy její divadelní zkoušky. Následně se rozhodl pro uměleckou dráhu a v roce 1988 absolvoval herectví na londýnské hudební a divadelní škole Guildhall School of Music and Drama. Během studia se podílel na zahájení protestu proti plánu školy vyloučit některé z jeho spolužáků a v roce 2015 tento krok označil za svůj nejodvážnější čin, ke kterému se kdy odhodlal. Zaměstnán byl také na úřadu sociálního zabezpečení spravovaného britskou vládou.

## Soukromý život
S rodinou žije v kalifornském Los Angeles. Do manželství s Giselle Glasmanovou se narodily tři dcery: Romy (nar. 1990) a dvojčata Celine a Georgia Jamesovy (nar. 1994). Podílí se také na práci poradce městským černošským dětem.

## Herecká filmografie
| Film        |                                  |                                        |                                                                                      |
| rok         | film                             | role                                   | poznámka                                                                             |
| 1995        | Fathers, Sons and Unholy Ghosts  | Martin                                 | krátkometrážní                                                                       |
| 1997        | The Perfect Blue                 | Danny                                  |                                                                                      |
| 1998        | Ztraceni ve vesmíru              | Jeb Walker                             |                                                                                      |
| 1998        | Bídníci                          | Enjolras                               |                                                                                      |
| 1998        | Among Giants                     | Shovel                                 |                                                                                      |
| 1999        | Elephant Juice                   | Graham                                 |                                                                                      |
| 2000        | The Announcement                 | Richard                                |                                                                                      |
| 2000        | The Miracle Maker                | tribun Quintilus                       | hlasová role                                                                         |
| 2000        | Podfu(c)k                        | Sol                                    |                                                                                      |
| 2001        | Klikaři                          | Rudy „Rud“ Guscott Hardy v představení |                                                                                      |
| 2001        | The Martins                      | policejní komisař Alex                 |                                                                                      |
| 2002        | Nonstop párty                    | Alan Erasmus                           |                                                                                      |
| 2003        | Without You                      | James                                  | krátkometrážní                                                                       |
| 2004        | Frances Tuesday                  | Trent                                  |                                                                                      |
| 2005        | Sahara                           | brigádní generál Zateb Kazim           |                                                                                      |
| 2007        | Psanec                           | Cedric Munroe                          |                                                                                      |
| 2010        | Mob Rules                        | C-Note                                 | Method Fest Independent Film Festival – cena pro nejlepší výběr obsazení             |
| 2010        | Tři dny ke svobodě               | poručík Nabulsi                        |                                                                                      |
| 2011        | Colombiana                       | spec. agent James Ross                 |                                                                                      |
| 2012        | Útěk z MS-1                      | Harry Shaw                             |                                                                                      |
| 2014        | Swelter                          | Bishop                                 |                                                                                      |
| 2014        | Get on Up – Příběh Jamese Browna | Joseph „Joe“ James                     |                                                                                      |
| 2017        | Blade Runner 2049                | Mister Cotton                          |                                                                                      |
| Televize    |                                  |                                        |                                                                                      |
| rok         | film / seriál                    | role                                   | poznámka                                                                             |
| 1988        | Screenplay                       |                                        | autor námětu díl: „Between the Craks“                                                |
| 1990        | The Bill                         |                                        | autor námětu díl: „Burnside Knew My Father“                                          |
| 1991        | The Orchid House                 | baptista                               | 3 díly                                                                               |
| 1992        | Civvies                          | Cliff Morgan                           | 6 dílů                                                                               |
| 1993        | Comics                           | Delroy Smith                           | televizní film                                                                       |
| 1994        | Inspektor Frost                  | DC Carl Tanner                         | díl: „A Minority of One“                                                             |
| 1994        | Love Hurts                       | Steve                                  | díl: „Parent Trap“                                                                   |
| 1995 – 1996 | Out of the Blue                  | DC Bruce Hannaford                     | 12 dílů                                                                              |
| 1998        | Šest v tom                       | Kris Bumstead                          | 3 díly                                                                               |
| 1998        | Undercover Heart                 | Matt Lomas                             | 5 dílů                                                                               |
| 1999        | Shockers: Deja Vu                | Mark                                   | televizní film                                                                       |
| 2000        | Storm Damage                     | Bonaface                               | televizní film; autor námětu nominace na cenu TV BAFTA za nejlepší neseriálové drama |
| 2003        | Buried                           | Lee Kingley                            | 8 dílů                                                                               |
| 2004        | Family Business                  | Roy Tobelem                            | díl: „#1.1“                                                                          |
| 2004        | Stealing Lives                   | vypravěč                               | televizní film                                                                       |
| 2005        | ShakespeaRe-Told                 | Oberon                                 | díl: „Sen noci svatojánské“                                                          |
| 2005        | Born with Two Mothers            | Errol Bridges                          | televizní film                                                                       |
| 2006 – 2008 | Jericho                          | Robert Hawkins                         | 29 dílů                                                                              |
| 2006        | Spooks                           | David Newman                           | díl: „Agenda“                                                                        |
| 2006        | The State Within                 | Luke Gardner                           | 4 díly                                                                               |
| 2006        | The Family Man                   | Paul Jessop                            | televizní film                                                                       |
| 2008        | Fallout                          | DS Joe Stephens                        | televizní film                                                                       |
| 2009        | Anatomie lži                     | Terry „Tel“ Marsh                      | díl: „Grievous Bodily Harm“                                                          |
| 2009        | Transplantační jednotka          | Dr. Maguire                            | díl: „Alone Together“                                                                |
| 2009        | Vězeň                            | 147                                    | 6 dílů                                                                               |
| 2009        | U.S. Attorney                    | Eric King                              | pilotní film                                                                         |
| 2010        | Lidský terč                      | Baptiste                               | 3 díly                                                                               |
| 2010 – 2011 | Hung – Na velikosti záleží       | Charlie                                | 14 dílů                                                                              |
| 2010        | Živí mrtví                       | Morgan Jones                           | 23 dílů; host (1., 3. řada), vracející se role (5. řada) hlavní role (od 6. řady)    |
| 2012        | Line of Duty                     | DCI Tony Gates                         | 5 dílů                                                                               |
| 2013        | Low Winter Sun                   | Joe Geddes                             | 10 dílů                                                                              |
| 2013        | Run                              | Richard                                | 2 díly                                                                               |
| 2015        | Critical                         | Glen Boyle                             | 13 dílů                                                                              |
| 2017        | The Met: Policing London         | vypravěč                               | 5 dílů                                                                               |

## Ocenění
| Seznam ocenění a nominací | Seznam ocenění a nominací       | Seznam ocenění a nominací                     | Seznam ocenění a nominací | Seznam ocenění a nominací | Seznam ocenění a nominací |
| Rok                       | cena                            | kategorie                                     | za dílo                   | výsledek                  | zdroj                     |
| ------------------------- | ------------------------------- | --------------------------------------------- | ------------------------- | ------------------------- | ------------------------- |
| 2002                      | BAFTA                           | nejlepší mužský herec ve filmu                | Klikaři                   | vítěz                     | [ 9 ]                     |
| 2013                      | Online Film & Television Awards | nejlepší hostující herec v seriálovém dramatu | Živí mrtví                | vítěz                     | [ 10 ]                    |
| 2013                      | Gold Derby TV Awards            | nejlepší hostující herec v dramatu            | Živí mrtví                | nominace                  | [ 11 ]                    |
| 2013                      | RTS Television Awards           | nejlepší mužský herec                         | Line of Duty              | nominace                  | [ 12 ]                    |
| 2014                      | RTS Television Awards           | nejlepší mužský herec                         | Run                       | nominace                  | [ 13 ]                    |
| 2016                      | Fangoria Chainsaw Awards        | nejlepší televizní herec ve vedlejší roli     | Živí mrtví                | nominace                  | [ 14 ]                    |